# Походня Ігор Костянтинович
І́гор Костянти́нович Походня́ (24 січня 1927 , Москва  — 11 травня 2015 , Київ ) — український вчений у галузі металургії і технології металів, академік НАН України. Депутат і член Президії Верховної Ради Української РСР 11-го скликання. Член ЦК КПУ в 1986—1990 роках.

## Біографія
Народився 24 січня 1927 року в Москві.
У 1944 році екстерном закінчив середню школу, вступив до Київського політехнічного інституту, здобув фах інженера-механіка. Член КПРС з 1949 року.
У 1950—1952 роках — інженер-зварник, начальник бюро зварювання Донецького машинобудівного заводу імені 15-річчя комсомолу України; керував роботами з автоматизації зварювання конструкцій гірничо-шахтного устаткування.
З 1952 року — аспірант, інженер-дослідник Інституту електрозварювання імені Є. О. Патона АН УРСР. Керував дослідженнями, пов'язаними з дуговим зварюванням в умовах змінюваного тяжіння; розробив оригінальний спосіб зварювання плавким електродом у вакуумі, що був уперше у світі застосований 1969 року на космічному кораблі «Союз-6». З 1962 року — керівник відділу «Фізико-хімічних процесів у зварювальній дузі» Інституту електрозварювання імені Є. О. Патона Академії наук УРСР.
З 1968 року — доктор технічних наук, з 1970 року — професор, з 1972 року — член-кореспондент АН України, з 1976 року — академік АН України.
У 1970—1983 роках — головний учений секретар АН України, у 1983—1988 роках — перший віце-президент Академії наук України, у 1988—2015 роках — член Президії, академік-секретар відділення фізико-технічних проблем матеріалознавства Національної академії наук України.
Член Національного комітету СРСР та України з зварюванні (з 1977 року), член Американського зварювального товариства (з 1979 року), член Міждержавної наукової ради «Зварювання та споріднені технології» (з 1991 року), голова Міжнародної наукової ради по корозії і антикорозійного захисту (з 1988 року), керівник державної програми «Комп'ютерне матеріалознавство» (з 1993 року), член комісії у справах ЮНЕСКО (1971—1984), президент товариства «Україна — Білорусь» (з 1994 року)
Автор і співавтор понад 900 наукових праць, із них 28 монографій, 8 із яких видані в США, Великій Британії, Китаї, Чехословаччині, зокрема монографій: «Газы в сварных швах» (1972, російською мовою, перекладена в Чехословаччині та Китаї); «Сварка порошковой проволокой» (1972, російською мовою, перекладена в Чехословаччині, у співавторстві); «Производство порошковой проволоки» (1980, російською мовою, у співавторстві), «Дуговая сварка неповоротных стыков магистральных трубопроводов» (1987, російською мовою, у співавторстві), «Металлургия дуговой сварки. Процессы в дуге и плавление электродов» (1990, російською мовою, перекладена у Великій Британії, відповідальний редактор), «Сучасне матеріалознавство XXI сторіччя» (1998, перекладена у Великій Британії, відповідальний редактор), «Металлургия дуговой сварки. Взаимодействие металла с газами» (2004, російською мовою).
Загальний список наукових праць міститься у виданнях: Ігор Костянтинович Походня // Біобібліографія вчених України, надрукованих у 1997 та 2007 роках.
Із новіших праць Походні — «Закономірності водневого розтріскування зварних з'єднань ВМНЛ сталей» — разом із О. В. Ігнатенком, С. М. Степанюком, А. П. Пальцевичем, В. С. Синюком (2010).
Мав 118 авторських свідоцтв на винаходи, 158 закордонних і 6 патентів України.
Під його керівництвом підготовлено 38 кандидатів наук, 6 з яких стали докторами наук. Був членом редколегій наукових журналів «Вісник НАН України» та «Фізико-хімічна механіка матеріалів».
Помер 11 травня 2015 року в Києві. Похований на Байковому кладовищі (ділянка № 33).

## Наукова діяльність
У 1955 році Ігор Походня захистив кандидатську дисертацію, ним було вивчено процеси взаємодії металу зі шлаками та газами при дуговій та електрошлаковій наплавці високохромистих ледебуритних сталей, встановлено взаємозв'язок між хімічним складом сплавів системи залізо-хром-вуглець та їх схильністю до утворення кристалізаційних тріщин, запропоновано склад сплавів, що мають високу стійкість проти утворення тріщин, одержано основоположні дані по середню температуру зварювальної ванни при зварюванні під флюсом, розподілення температури у ванні, взаємозв'язок температури ванни з її хімічним складом. Ці результати визнані в усьому світі. Проведені дослідження тали суттєвим внеском у розвиток теоретичних основ дугового зварювання та наплавки, розповідає Ігор Шаров у своїй книжці Вчені України: 100 видатних імен.

## Державні відзнаки
Нагороджений орденами Трудового Червоного Прапора (24.01.1977), Жовтневої Революції (23.01.1987), Ярослава Мудрого IV та V ступенів, «За заслуги» I, II і III ступенів.
Лауреат Державних премій СРСР в галузі науки і техніки 1971 та 1978 років, премії Ради Міністрів СРСР у галузі науки і техніки (1983), державної премії України в галузі науки і техніки (1999), премій НАН України ім. Є. О. Патона (1996) та М. М. Доброхотова (2006). Заслужений діяч науки і техніки України (1997).
Брав діяльну участь в організації робіт з ліквідації аварії на Чорнобильській АЕС як член оперативної комісії та голова підкомісії НАН України з науково-технічних проблем. Відзначений подякою голови Урядової комісії СРСР, почесним знаком ліквідатора аварії на ЧАЕС.

## Сім'я
- Син — Походня Костянтин Ігорович (нар. 3 жовтня 1951 року), доктор фізико-математичних наук[9].

## Публікації
- Актуальные проблемы современного материаловедения: у 2-х т. / пред. редкол. И. К. Походня ; НАН Украины, Отд-ние физ.-техн. проблем материаловедения. — К. : Академпериодика, 2008. — ISBN 978-966-360-101-4. — Т. 1 / вступ. ст. И. К. Походня, В. К. Лебедев. — 2008. — 656 с.: ил. — Текст на рус. и укр. яз. — Библиогр.: в конце ст. (рос.)
- Газы в сварных швах / И. К. Походня. — М. : Машиностроение, 1972. — 256 с. : ил. (рос.)
- Математическое моделирование поведения газов в сварных швах / И. К. Походня, В. Ф. Демченко, Л. И. Демченко ; отв. ред. И. К. Походня ; Ин-т электросварки АН УССР. — К. : Наук. думка, 1979. — 54 с. : рис. (рос.)
- Металлургия дуговой сварки. Взаимодействие металла с газами / И. К. Походня [и др.] ; ред. И. К. Походня ; НАН Украины, Ин-т электросварки им. Е. О. Патона. — К. : Наукова думка, 2004. — 442 с. — (Проект «Наукова книга»). — Библиогр.: с. 415—438. (рос.)
- Металлургия дуговой сварки. Процессы в дуге и плавление электродов: монография / И. К. Походня [и др.] ; ред. И. К. Походня ; Ин-т электросварки АН УССР. — К. : Наук. думка, 1990. — 224 с. : ил. — ISBN 5-12-009385-X. (рос.)
- Металлургия дуговой сварки и сварочные материалы: [сборник] / Нац. акад. наук Украины, Ин-т электросварки им. Е. О. Патона ; [сост.: И. К. Походня, А. С. Котельчук]. — К. : Академпериодика, 2012. — 524 с. : рис., табл. — Библиогр. в конце ст. — 250 экз. (рос.)
- Порошковые проволоки для электродуговой сварки: каталог-справочник / И. К. Походня [и др.] ; ред. И. К. Походня ; Ин-т электросварки АН УССР. — К. : Наук. думка, 1980. — 179 с. : ил. (рос.)
- Сварка порошковой проволокой: монография / И. К. Походня, А. М. Суптель, В. Н. Шлепаков. — К. : Наук. думка, 1972. — 223 с. : ил. (рос.)
- Сучасне матеріалознавство XXI сторіччя / НАН України, Від-ня фіз.-техн. пробл. матеріалознавства ; відп. ред. І. К. Походня [та ін.]. — К. : Наук. думка, 1998. — 658 с.
- Электроды для дуговой сварки: каталог / Ин-т электросварки АН УССР ; отв. ред. И. И. Фрумин ; ред. И. К. Походня [и др.]. — К. : Наук. думка, 1967. — 440 с. (рос.)
- Борис Евгеньевич Патон: [биография: фотоальбом] / [авт. текста акад. НАН Украины И. К. Походня]. — [Б. м. : б. в.], 2008. — 39 с. : фото. — 250 экз. (рос.)
- Біобібліографія президента НАН України, академіка НАН України Б. Є. Патона / Нац. акад. наук України, Ін-т електрозварювання ім. Є. О. Патона ; уклад. Л. В. Бєляєва [та ін.] ; відп. ред. І. К. Походня ; авт. вступ. ст. І. К. Походня, В. К. Лебедєв. — К. : Наук. думка, 2008. — 622 с.: іл. — Альтернативна назва: Борис Євгенович Патон: біобібліографія.
- Ігор Костянтинович Походня / НАН України ; [авт. вступ. ст.: В. К. Лебедєв, О. М. Суптель.]. — К. : Наук. думка, 1997. — 204 с. — (Біобібліографія вчених України / НАН України). — Текст укр., англ. — Бібліогр.: с. 101—106. — 500 экз.
- Ігор Костянтинович Походня / [авт. вступ. ст. В. К. Лебедєв ; уклад.: В. В. Бєляєва та ін.]. — К. : Наук. думка, 2007. — 159 с. : портр. — (Біобібліографія вчених України / НАН України). — Текст укр., англ. — 300 экз.